# Cylindroiulus iluronensis
Cylindroiulus iluronensis är en mångfotingart som beskrevs av Henri W. Brölemann 1912. Cylindroiulus iluronensis ingår i släktet Cylindroiulus och familjen kejsardubbelfotingar. Inga underarter finns listade i Catalogue of Life.